# Bouna Sylla
Pour les articles homonymes, voir Sylla (homonymie).
Bouna Sylla, est un homme politique guinéen.
Il est ministre des Mines et de la Géologie au sein du gouvernement Bah Oury depuis le 13 mars 2024.

## Parcours professionnel
Bouna Sylla est conseiller fiscal de 2011 à 2021 au ministère des Mines et de la Géologie puis le président du conseil d’administration de la compagnie du Transguinéen.
Le 13 mars 2024, il accède par décret à la fonction de ministre des Mines et de la Géologie en remplacement de Moussa Magassouba,,.